# ヨース・ファン・クラースベーク
ヨース・ファン・クラースベーク（Joos van Craesbeeck、Joos van Craesbeke とも、1605年ころ生まれ、 1654年から1661年の間に没）はフランドルの画家である。パン職人から画家になり、庶民の生活を描いた作品で知られる。

## 略歴
現在のベルギー、フラームス＝ブラバント州のLinterで生まれた。パン屋の渡り職人（ジャーニーマン）となり、アントウェルペンで働き始めた。パン屋の親方の娘で、風景画家ヤン・ティレンス(Jan Tilens: 1589–1630) の姪である女性と1631年に結婚し、その年、アントウェルペンの市民の資格を得た。クラースベークの作品に最も影響を与えている風俗画家のアドリアーン・ブラウエル(1605-1638)との関係については、ブラウエルの弟子であった記録はないが 、1833年ころパン職人として働いていた城にブラウエルが金銭上のトラブルで懲役に服していて、そこでブラウエルから絵を学んだというエピソードがしばしば伝えられている。
パン職人を続けながら、比較的高齢で画家になり、1633年か1634年にはアントウェルペンの聖ルカ組合に画家として登録されていた。その後、どこで活動したのか記録に残っていないが、1651年にブリュッセルの聖ルカ組合に登録され、風俗画家のダフィット・テニールスらとブリュッセルで働いた。

## 作品

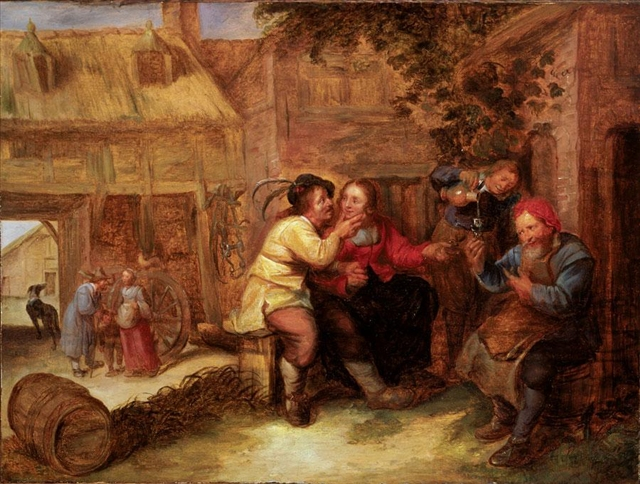
居酒屋の外で酒を飲む農民 個人蔵
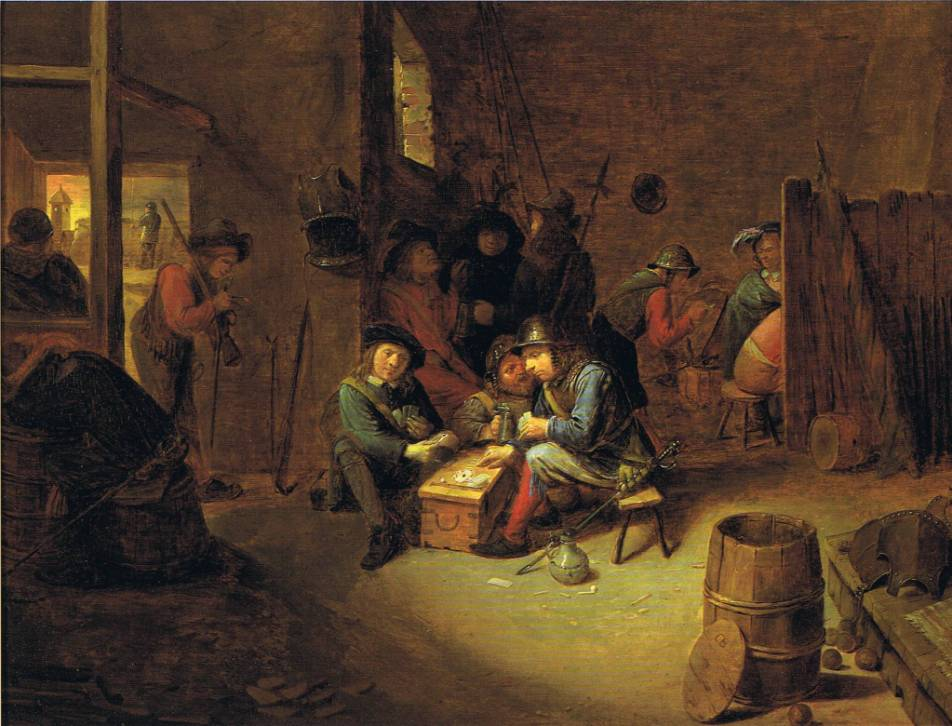
トランプする兵士のいる民兵詰所
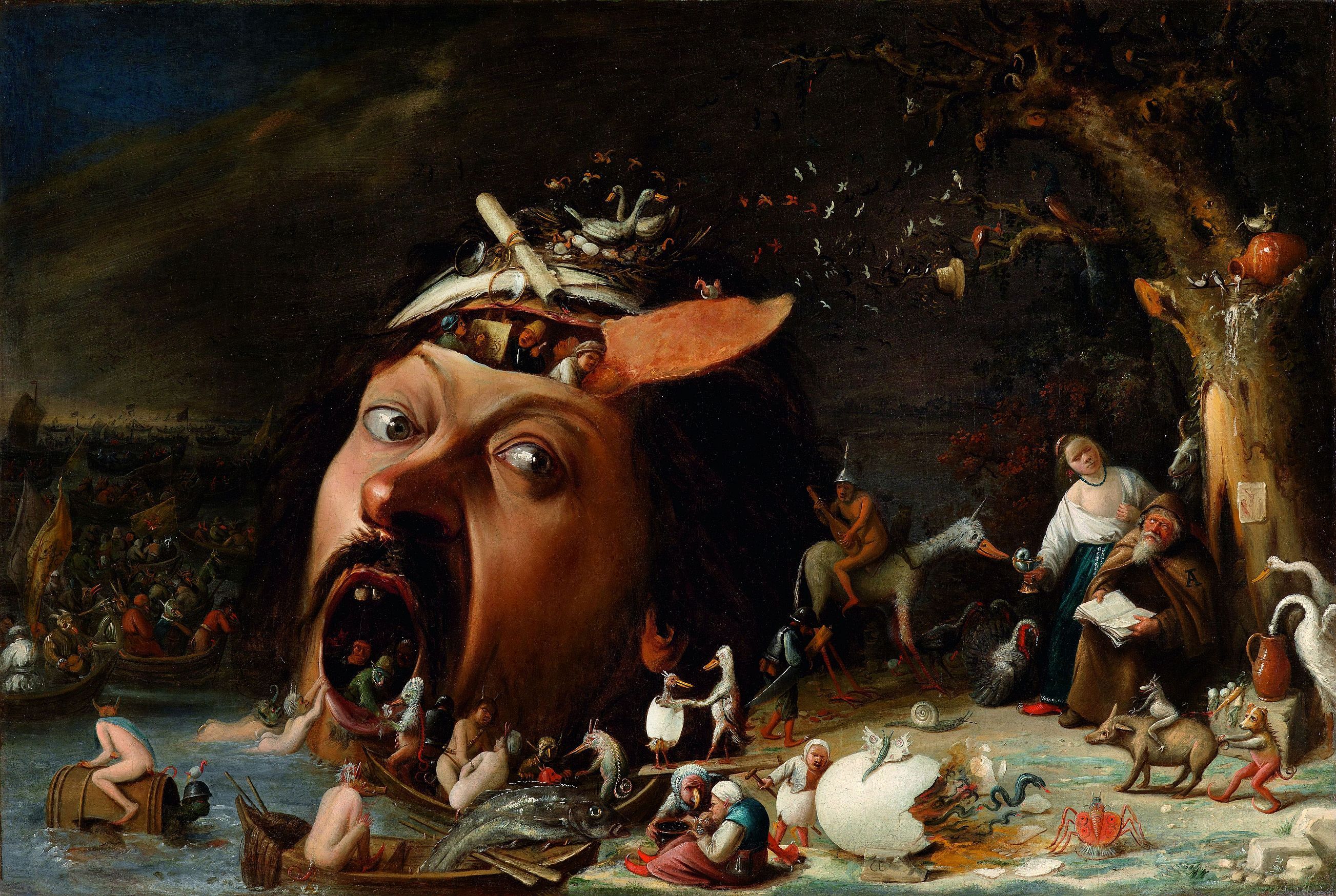
聖アントニウスの誘惑 (c.1650) カールスルーエ州立美術館 蔵

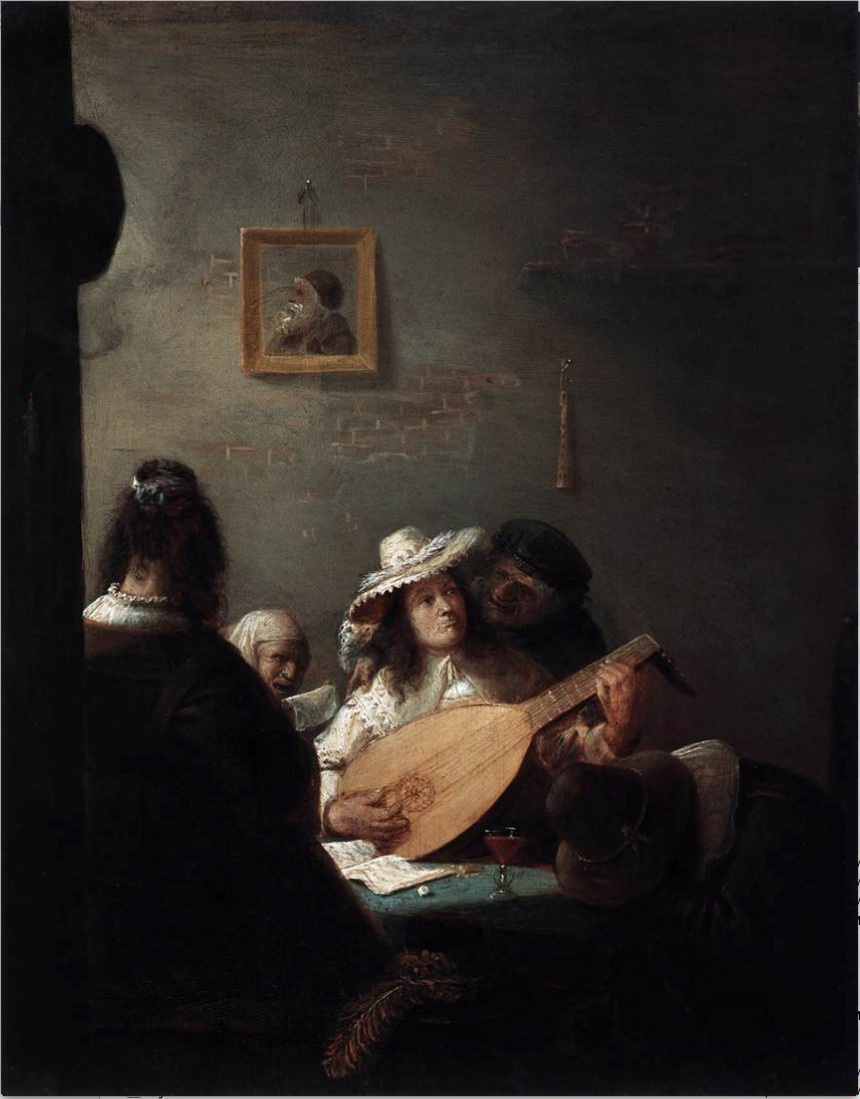
リュート弾き (1655) リヒテンシュタイン美術館 蔵
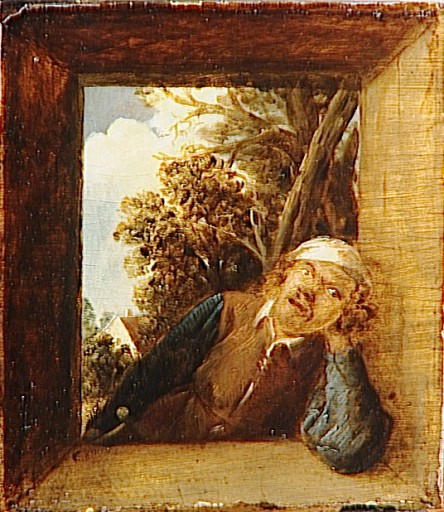
田舎の窓の外の喫煙者
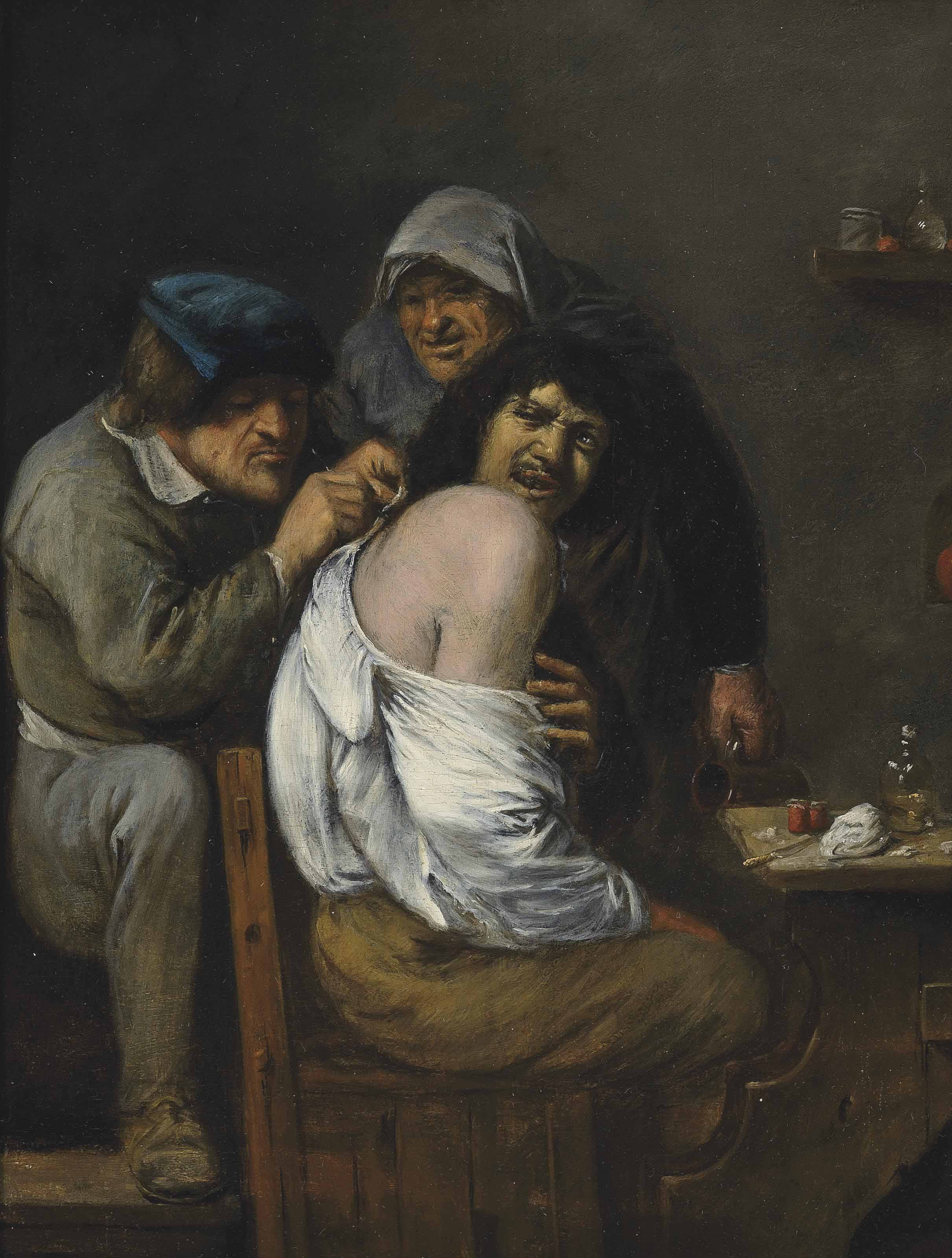
農民を治療する医者
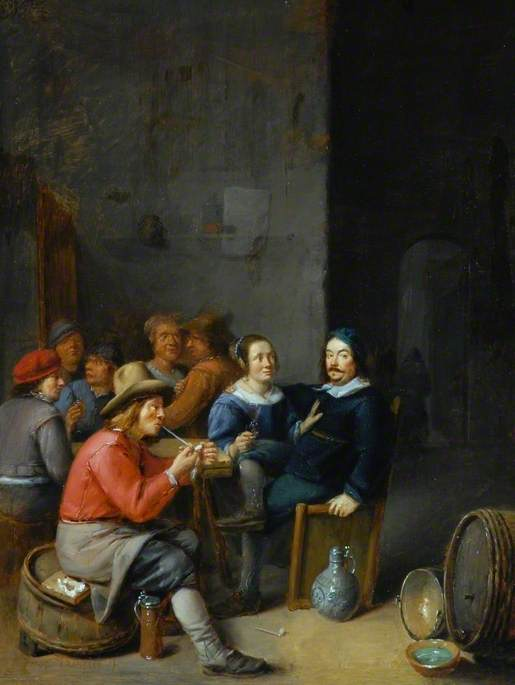
居酒屋の店内